# Un giorno di regno
Un giorno di regno, ossia il finto Stanislao (título original en italiano, que literalmente significa Un día de reinado, o el falso Estanislao, pero a menudo traducido como Rey por un día) es un melodramma giocoso operístico en dos actos con música de Giuseppe Verdi y libreto en italiano de Felice Romani, basada en la pieza Le faux Stanislas de Alexandre Vincent Pineu-Duval. Fue estrenada en el Teatro allá Scala de Milán el 5 de septiembre de 1840. Un giorno di regno es el primer intento de Verdi en el género de la ópera bufa. 

## Historia
La primera representación fue en el Teatro de La Scala de Milán el 5 de septiembre de 1840. Fue un completo fracaso, y el compositor estaba de hecho sentado en el foso de la orquesta durante la primera representación, y así oyó directamente la reacción del público. El propio Verdi y los críticos reconocieron que el fracaso en parte se debió a las propias circunstancias personales de Verdi, ya que sus dos hijos y luego su primera esposa Margherita Barezzi murieron durante la composición de la obra entre 1838 y 1840. La Scala canceló el resto de las representaciones programadas, y no repuso la obra hasta el año 2001.
Otras producciones en vida de Verdi en Italia se ofrecieron en Venecia en 1845, en Roma en 1846, y Nápoles en 1859. Verdi no volvió a intentar el género cómico hasta el final de su carrera, con Falstaff. Esta ópera rara vez se representa en la actualidad; en las estadísticas de Operabase aparece con solo 6 representaciones para el período 2005-2010.
En los Estados Unidos se estrenó el 18 de junio de 1960, mientras que en el Reino Unido, el estreno tuvo lugar el 21 de marzo de 1961.  Fue parte del "Festival Verdi" de la Ópera de San Diego en junio de 1981. Junto con Oberto y otras óperas tempranas de Verdi, inauguró la presentación de 1994-2004 "Viva Verdi!" de la Grand Opera Company de Nueva York, de todas las óperas de Verdi en orden cronológico bajo Vincent La Selva.  
La compañía de ópera del Bronx (NYC) la ha interpretado dos veces, en 1983 y 1994. Aún no se ha incluido en el "Ciclo Verdi" de la Ópera de Sarasota.
En 2008, Opera della Luna giró con una versión de la ópera en el Reino Unido. En la adaptación al inglés del director Jeff Clarke, la historia se traslada a la Italia posterior a la guerra alrededor del reinado de Humberto II, infundido con elementos del crimen organizado, y se le añade humor político.  Una crítica comentó que la producción "enmienda lo que le falta de elegancia belcantista siendo un entretenimiento gracioso, enormemente divertido".

## Personajes
| Personaje                                                          | Tesitura     | Reparto el 5 de septiembre de 1840 Director: |
| ------------------------------------------------------------------ | ------------ | -------------------------------------------- |
| Caballero Belfiore (falso rey Estanislao I Leszczynski de Polonia) | barítono     | Raffaele Ferlotti                            |
| Barón de Kelbar                                                    | bajo         | Raffaele Scalese                             |
| Marquesa de Poggio (amante de Belfiore)                            | soprano      | Antonietta Marini-Rainieri                   |
| Julieta de Kelbar (Hija del Barón de Kelbar)                       | mezzosoprano | Luigia Abbadia                               |
| Eduardo de Sanval (amante de Julieta)                              | tenor        | Lorenzo Salvi                                |
| Sr. Rocca (tesorero de Bretaña)                                    | bajo         | Agostino Rovere                              |
| Conde Ivrea (Prometido de la marquesa de Poggio)                   | tenor        | Giuseppe Vaschetti                           |
| Delmonte (sirviente del falso Stanislao)                           | bajo         | Napoleone Marconi                            |

## Argumento
[El monarca polaco, el rey Estanislao I Leszczynski, una figura histórica durante la Guerra de Sucesión, perdió su trono después de la invasión sajona en la batalla de Poltava en 1709. Lo recuperó en 1733, pero de nuevo fue depuesto en 1736 y marchó al exilio en Francia. La ópera se ambienta en 1733 cuando Stanislaw regresó a Polonia dejando a un oficial francés, el Cavaliere di Belﬁore, para que lo representara en Francia.]
Época: 1733
Lugar: Castillo del barón Kelbar cerca de Brest (Francia)

### Acto I
Escena 1: Una galería en la casa del barón Kelbar
Belfiore, que está haciéndose pasar por el rey polaco Estanislao, es un invitado en la casa del barón Kelbar y se habla a sí mismo de su cambio de fortuna: Compagnoni di Parigi...Verrà purtroppo il giorno / "Si mis viejos camaradas de París pudieran verme ahora, el más disoluto oficial en el regimiento convertido en un rey filósofo." El barón ha arreglado recientemente una alianza política prometiendo a su hija, Giulietta, a La Rocca, el tesorero de Bretaña, pero Giulietta prefiere al sobrino de La Rocca, Edoardo.  Otro matrimonio no deseado implica a la sobrina del barón, la marquesa del Poggio, una joven viuda que está enamorada de Belfiore. Se ha prometido con el conde de Ivrea debido a que Belfiore ha sido incapaz de comprometerse para casarse con ella, a pesar del hecho de que ella la ama.
Conociendo la inminente llegada de la marquesa y preocupada porque ella revelara su falsa identidad como el rey, Belfiore escribe a Estanislao y le pide ser liberado de su compromiso. Edoardo revela su situación al "Rey" y le pide que lo lleve a Polonia para olvidar a la mujer a la que ama. Además, cuando llega la marquesa y, al ser presentado a Belfiore como "el Rey", ella pretende no reconocerlo. De la misma manera, pretende no reconocerla, pero ella está decidida a probarlo proclamando su amor por el conde: Grave a core innamorato...Se dee cader la vedova.
Escena 2: el jardín del castillo de Kelbar
Giulietta está a solas con sus ayudantes y expresa su infelicidad al tener que casarse con un viejo: Non san quant'io nel petto...Non vo' quel vecchio. Cuando el conde y La Rocca llegan, seguidos después por Belfiore y Edoardo y luego la marquesa (quien estaba planeando ayudar a los amantes), Belfiore se lleva al Conde y La Rocca bajo el pretexto de discutir negocios de estado, dejando a los jóvenes amantes a solas con la marquesa.
Escena 3: la galería del castillo de Kelbar
Manteniendo su papel como el Rey, Belfiore hace al Tesorero una oferta de adelanto que incluiría el matrimonio con una rica viuda. Al aceptar, consiente en no casarse con Giulietta. Cuando el Tesorero dice al barón que rechaza casarse con su hija, el barón se ve ofendido y lo desafía a duelo. Para añadir confusión, la marquesa inmediatamente propone que Giulietta y Edoardo se casen inmediatamente. Sin embargo, el falso Rey regresa y propone que decida una solución que satisfaga a todo el mundo.

### Acto II
Escena 1: la galería del castillo de Kelbar
Siguiendo a la decisión del "Rey", los sirvientes se ven confundidos y todos cantan un coro descuidado que lleva a Edoardo buscando su apoyo y anunciando su esperanza de ser todavía capaz de casarse con Giulietta: Pietoso al lungo pianto...Deh lasciate a un alma amante.
Belfiore, el Tesorero y Giulietta entra discutiendo las razones de la oposición del barón al matrimonio de su hija con Eduardo.  Giulietta explica que la pobreza del joven es la principal objeción y de esa manera Belfiore inmediatamente dicta que el Tesorero debe abandonar uno de los castillos y entrega una suma de dinero al joven, y luego todos estarán bien. El último es de alguna manera renuente a desobedecer a su soberano, pero busca cómo librarse del duelo con el barón.   
Escena 2: una veranda que da a los jardines del castillo
Belfiore y la marquesa se encuentran en la veranda, el primero aun incapaz de revelar su verdadera identidad. Esto enoja a la dama, quien francamente afirma que su intención es casarse con el conde de Ivrea. Sin embargo, ella no puede comprender por qué Belfiore tarda tanto en revelarse y aun confía en un cambio de su corazón: (andante) Si mostri a chi l'adora... Cuando anuncian al conde de Ivrea, ella se le enfrenta desafiante (cabaletta): Si, scordar saprò l'infido. Puesto que Eduardo había rogado unirse al "Rey" cuando se va a Polonia, Giulietta está decidido a conseguir que el Rey rescinda el compromiso. El conde entra y la marquesa de nuevo afirma que se casará con el conde. Sin embargo, Belfiore inmediatamente prohíbe el matrimonio por "razones de estado" y anuncia que él y el conde deben irse a Polonia para tratar asuntos de estado.
Todos expresan sus sentimientos, pero las cosas se detienen cuando llega una carta para Belfiore.  Es del rey Estanislao anunciando su llegada segura a Varsovia y liberando a Belfiore de su tarea de hacerse pasar por él. En pago, el rey lo nombró Mariscal de Francia. Antes de dejar caer el disfraz, el "Rey" proclama que Giulietta y Eduardo se tienen que casar y, habiendo recibido el consentimiento del barón, lee la carta del verdadero rey y revela su verdadero rango. Expresa su amor por la marquesa y todo acaba felizmente con la perspectiva de dos matrimonios.